# Ulrich von Hutten

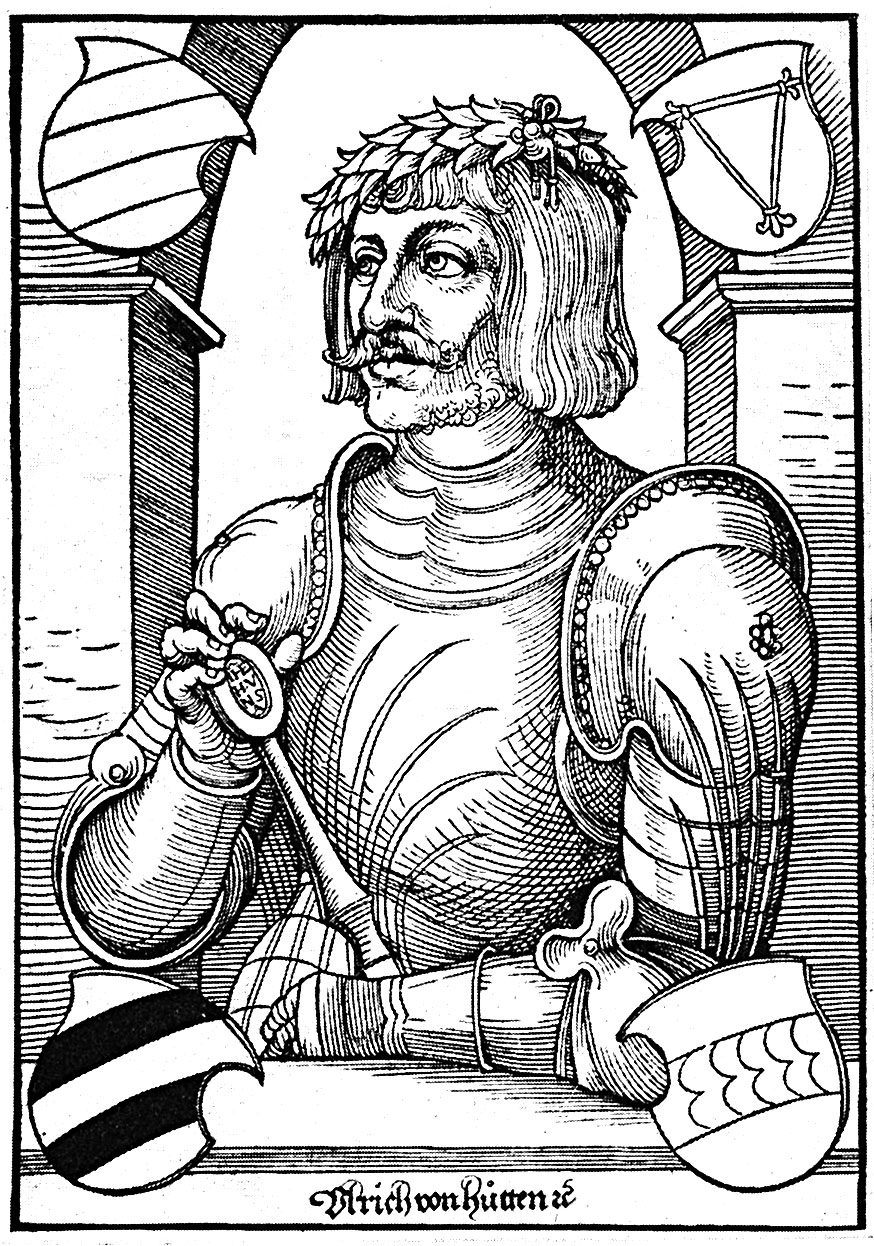
Ulrich von Hutten mit den Ahnenwappen Hutten (o. l.), Eberstein, Stein (aus Courtoisie gewendet) und Thüngen (Holzschnitt von Erhard Schön, um 1522)

Abbildung in „Illustrierte Literaturgeschichte“ (1880)

Ulrich von Hutten (* 21. April 1488 auf Burg Steckelberg bei Schlüchtern; † 29. August 1523 auf der Insel Ufenau im Zürichsee) war ein deutscher Renaissance-Humanist, Dichter, Kirchenkritiker und Publizist.

## Leben

### Die frühen Jahre
Ulrich entstammt dem fränkischen Adelsgeschlecht der Hutten. Er war ein Sohn von Ulrich von Hutten-Gronau (1458–1522) zu Steckelberg und Ottilie von Eberstein († 1523) zu Brandenstein. Obwohl ihm als Erstgeborenem eigentlich das Erbe zustand, wurde er 1499 von seinem Vater Ulrich in das Benediktiner-Kloster Fulda verfügt, wo er nach Erreichen des entsprechenden Alters Mönch werden sollte. Diese Maßnahme traf die Familie wohl hauptsächlich aus praktischen Erwägungen: Der junge Ulrich schien sich aufgrund seiner körperlichen Verfassung nicht für den Dienst als Ritter zu eignen und sollte daher eine geistliche Laufbahn einschlagen, die Versorgung und zahlreiche Aufstiegsmöglichkeiten versprach.

### Studien in Erfurt, Mainz,  Köln und Frankfurt (Oder) (1503–1506)
Hutten wandte sich aber nach Aufnahme eines – zunächst vom Stift finanzierten – Studiums endgültig vom Klosterleben ab. Im Sommersemester 1503 studierte er an der Universität Erfurt, wo er sich dem Kreis der Humanisten anschloss, dem unter anderem Crotus Rubeanus, Mutianus Rufus und der Dichter Eobanus Hessus angehörten. Bevor er im Wintersemester 1505 an die Universität zu Köln wechselte, studierte er im Sommer 1505 kurze Zeit an der Universität in Mainz. Im Sommersemester 1506 war er an der neu eröffneten Brandenburgischen Universität Frankfurt (Oder), der Viadrina, eingeschrieben, wohin er seinem Lehrer Johannes Aesticampianus gefolgt war und wo er am 15. September 1506 das Bakkalaureat ablegte. Zu Ehren seiner neugegründeten Universität verfasste er als Achtzehnjähriger In laudem carmen Marchiae.

### Studien in Leipzig (1508–1509), Greifswald (1509–1510) und Rostock, die ersten literarischen Werke
Im Jahr 1508 besuchte er die Universität Leipzig. Schon in Leipzig infizierte sich Hutten möglicherweise mit der Syphilis. Wo er sich in der darauffolgenden Zeit aufhielt, ist nicht bekannt. Zum Wintersemester 1509/1510 erschien er als mittelloser Student in Greifswald. Der aus einer zeitgenössischen Darstellung seines Aufenthalts in Norddeutschland durch Joachim Vadian interpretierte Schiffbruch an der pommerschen Küste gilt heute als unwahrscheinlich. Hutten war von Henning Lotze, Professor der Rechte an der Universität Greifswald, in sein Haus aufgenommen und finanziell unterstützt worden. Das zuerst gute Verhältnis zu seinem Förderer kühlte sich offenbar bald ab, möglicherweise hatten unüberbrückbare Gegensätze zwischen dem humanistischen Dichter Hutten und dem scholastischen Akademiker Lotze daran Anteil. Henning Lotze und sein Vater, der Greifswalder Kaufmann und Bürgermeister Wedego Lotze, lehnten Huttens Wunsch, Greifswald zu verlassen und nach Rostock zu gehen, ab. Der bei den beiden verschuldete Hutten verließ schließlich Greifswald, nach seiner Darstellung mit dem Einverständnis der Lotze, denen er zugesagt hatte, die Mittel für die Rückzahlung seiner Schulden anderenorts aufzubringen. Die Lotze machten jedoch von ihrem Pfandrecht Gebrauch und ließen ihn durch Amtsdiener verfolgen, die ihm seine gesamte Habe und trotz des strengen Winters seine Kleidung abnahmen. Huttens möglichen Tod nahmen sie dabei wohl bewusst in Kauf. Dieser gelangte trotzdem nach Rostock, wo er sein Studium fortsetzte und die Auseinandersetzung mit den Lotze literarisch in der Querelae in Lossios aufarbeitete. In den Querelae in Wedegum Loetz et filium eius Henningum stellte er die beiden als verschlagen, grausam und gewalttätig dar und stilisierte sie schließlich zu Feinden aller Humanisten hoch. Damit gelang es ihm, den in der privaten Sphäre begründeten Konflikt in den damaligen gesellschaftlichen und politischen Kontext einzubetten.

### Studien in Wittenberg (1511), Wien (1511) und Söldnerdienst in Italien (1512)
1511 verfasste Hutten in Wittenberg eine kleine Schrift über die Verskunst (De Arte Versificandi), die als Lehrbuch auch im Ausland rasch Anerkennung fand. Sie begründete zugleich seinen Ruhm bei den Zeitgenossen als lateinischer Schriftsteller. Er reiste nach Wien und weiter nach Italien. 1512 folgten Aufenthalte in der Republik Venedig und Pavia und darauf in Bologna. Dort nahm Hutten das bereits 1511 in Wien begonnene Rechtsstudium wieder auf, sehr wahrscheinlich auf Wunsch des Vaters, der sich davon für seinen Sohn eine Anstellung in fürstlichen Diensten versprochen haben dürfte. Die Auswirkungen der Italienischen Kriege schnitten den jungen Hutten aber von den Zahlungen aus der Heimat ab, so dass er gezwungen war, sein Studium aufzugeben und seine Rückreise nach Deutschland über Söldnerdienste zu finanzieren. Während dieser Zeit verfasste Hutten auch seine ersten national motivierten Mahnschreiben an Kaiser Maximilian und die deutschen Fürsten, den Krieg in Italien fortzusetzen.

### Hofdienst (1514–1519)

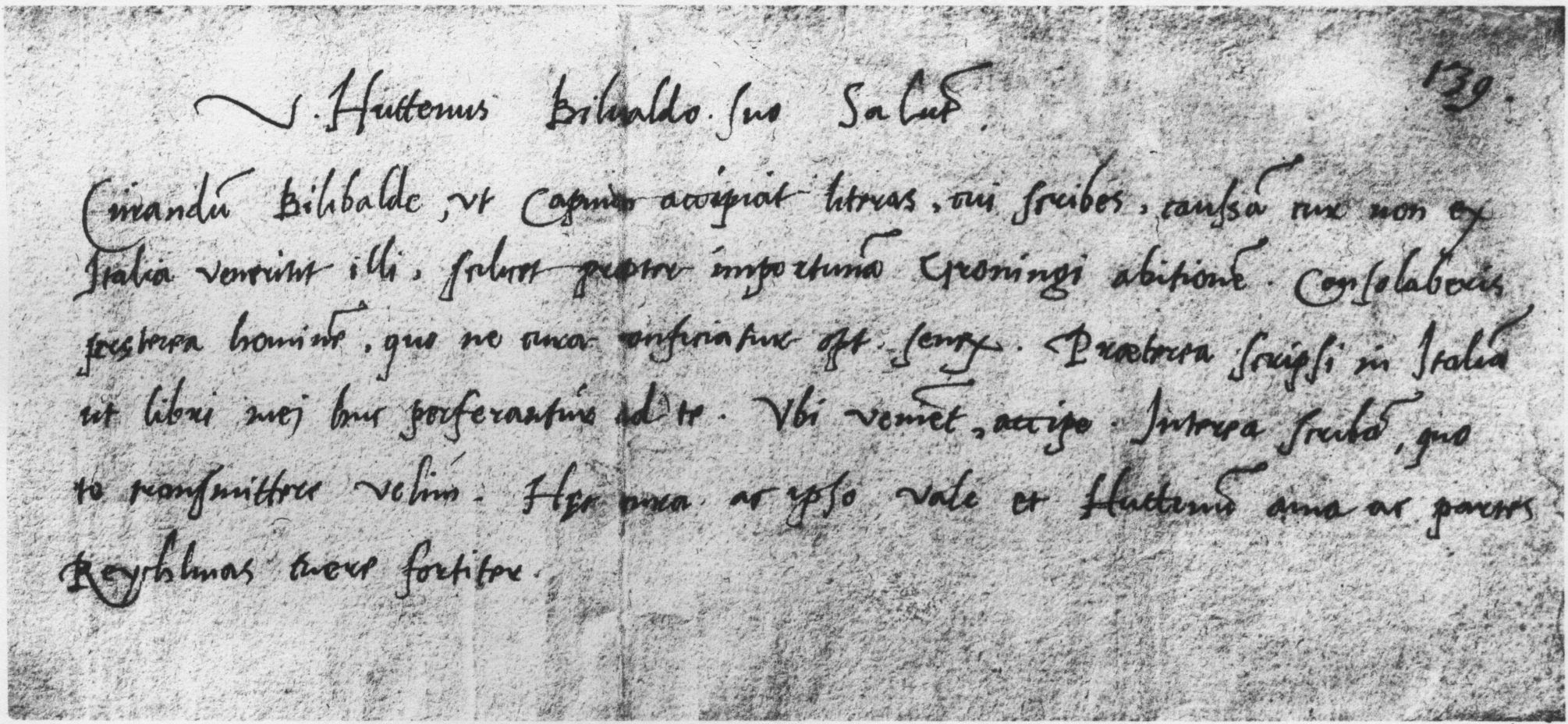
Ein spätestens 1517 geschriebener Brief Huttens an Willibald Pirckheimer. Nürnberg, Germanisches Nationalmuseum

1514 erhielt Hutten, mit Unterstützung seiner beiden Gönner Eitelwolf von Stein († 1515) und Frowin von Hutten (1469–1529), die Aussicht auf eine Anstellung beim neuen Erzbischof von Mainz, Albrecht von Brandenburg. In Mainz traf Hutten auch zum ersten Mal persönlich mit Erasmus von Rotterdam zusammen. Diesem überreichte er zur kritischen Durchsicht das Manuskript der Epistolae obscurorum virorum (Dunkelmännerbriefe), die er in Zusammenarbeit mit anderen Humanisten zur Verteidigung Reuchlins abgefasst hatte. Der darin enthaltene scharfe Spott gegenüber den Anhängern der Scholastik sollte noch große Nachwirkungen zeigen. Auf Wunsch seines Dienstherrn in spe reiste Hutten 1515 erneut nach Italien, um seine Studien fortzusetzen. Nach knapp zwei Jahren aber, im Sommer 1517, verließ er Italien erneut, ohne einen akademischen Grad erlangt zu haben, und kehrte nach Deutschland zurück. Maximilian I., der Hutten wahrscheinlich in sein eigenes Propagandaprogramm integrieren wollte, zeichnete ihn mit der Dichterkrone aus. Diese wurde durch die von ihm besungene Tochter des befreundeten Ehepaars Konrad und Margarete Peutinger gewunden und ihm am 12. Juli 1517 in Augsburg verliehen.
In seiner 1518 veröffentlichten Mahnung Ad principes Germanos ut bellum Turcis inferant ruft er die deutschen Fürsten dazu auf, ihre Streitigkeiten beizulegen und gemeinsam gegen die Türkengefahr vorzugehen. Im selben Jahr schildert Hutten in seinem Brief an Willibald Pirckheimer vom 25. Oktober 1518 anschaulich die beengten und sorgenvollen Zustände auf der heimatlichen Burg Steckelberg. Diese berühmte Klage hat allerdings übertreibende Momente, denn sie ist nicht nur als privater Brief verfasst, sondern als Druckschrift und literarischer Topos, als Widerspruch gegen Kritik und als ausführliche Begründung, warum er gern an einen Fürstenhof gehen würde. Hutten trat nun auch endgültig in die Dienste des Mainzer Erzbischofs, wo ihm aber genug Freiraum gelassen wurde, um sich weiter der Schriftstellerei zu widmen. Im Jahre 1518 beobachtete Hutten im Auftrag des Mainzer Erzbischofs den Reichstag zu Augsburg, in triefender Satire verspottete er Jakob Fugger.
Im Jahr 1519 beteiligte Hutten sich an einer Familienfehde gegen Herzog Ulrich von Württemberg, an der auch der Schwäbische Bund maßgeblich mitwirkte. Den Anlass hierfür hatte vor allem die Ermordung des Hofjunkers Hans von Hutten, eines Vetters von Ulrich, durch den Herzog im Jahr 1515 aufgrund eines Eifersuchtsdramas gegeben. Ulrich von Hutten betätigte sich als Propagandist und veröffentlichte in diesem Zusammenhang den Phalarismus, einen in der Unterwelt angesiedelten Dialog zwischen dem antiken Despoten Phalaris und einem deutschen Tyrannen – ungenannt, aber unverkennbar Ulrich von Württemberg.

### „Pfaffenkrieg“ und Lebensende
Bereits während seiner ersten Italienreise hatte Hutten das weltliche Auftreten des Papsttums erlebt und angeprangert. In den Folgejahren verschärfte sich diese Gegnerschaft: In Huttens Schriften trat an die Stelle einer humanistisch-aufgeklärten Kirchenkritik der Wunsch nach einem radikalen Befreiungsschlag, der die verweltlichte Kirche zur Räson bringen sollte (vgl. die Schriften im Gesprächbüchlin). Hutten verfasste Aufrufe an die deutsche Nation, sich dem Kampf gegen die sogenannten Kurtisanen, also die Profiteure der säkularen Herrschaft der Kurie, anzuschließen. Von den Zeitgenossen wurde er deshalb, trotz inhaltlicher Differenzen, an die Seite Luthers gestellt. Die Wendung an eine breitere Öffentlichkeit bedingte auch die Übertragung von Huttens Schriften ins Deutsche – späterhin verfasste er direkt in deutscher Sprache (vgl. zum Beispiel die Clag und Vormanung).
Im Jahr 1520 publizierte Hutten die Erstausgabe der von ihm entdeckten mittelalterlichen Schrift „Liber de unitate ecclesiae conservanda“ eines anonymen Parteigängers Heinrichs IV. aus dem 11. Jahrhundert. Im selben Jahr gab Hutten als noch schärfere Kritik am Papsttum die zweite Schrift „De schismate extinguendo“ heraus, eine Briefsammlung aus der Zeit des Kirchenschismas des 14. Jahrhunderts, die er bei Christoph Eschenfelder in Boppard gefunden und die dieser ihm als Geschenk überlassen hatte.
Hutten fand in Franz von Sickingen einen einflussreichen Gesinnungsgenossen. Der mächtige Ritter und Söldnerführer förderte die reformatorische Bewegung und plante, wenn auch wohl eher politisch motiviert, einen Anschlag auf das Kurfürstentum Trier. Hutten schloss sich Sickingen 1520 an, als ihm der kirchliche Bann angedroht wurde. Während des Wormser Reichstags von 1521 konnten die beiden Ritter noch ruhiggehalten werden. Im Folgejahr aber schlugen sie los: Hutten sagte den „ungeistlichen Geistlichen“ die Fehde an und hoffte, durch gewagte Einzelaktionen die Ritterschaft zu bewegen, ihm beizustehen. Sickingen eröffnete derweil den Krieg gegen Trier, wurde am 2. Mai 1523 aber so schwer verwundet, dass er einige Tage später starb. Dies markiert zugleich das vorzeitige Ende von Huttens „Pfaffenkrieg“.

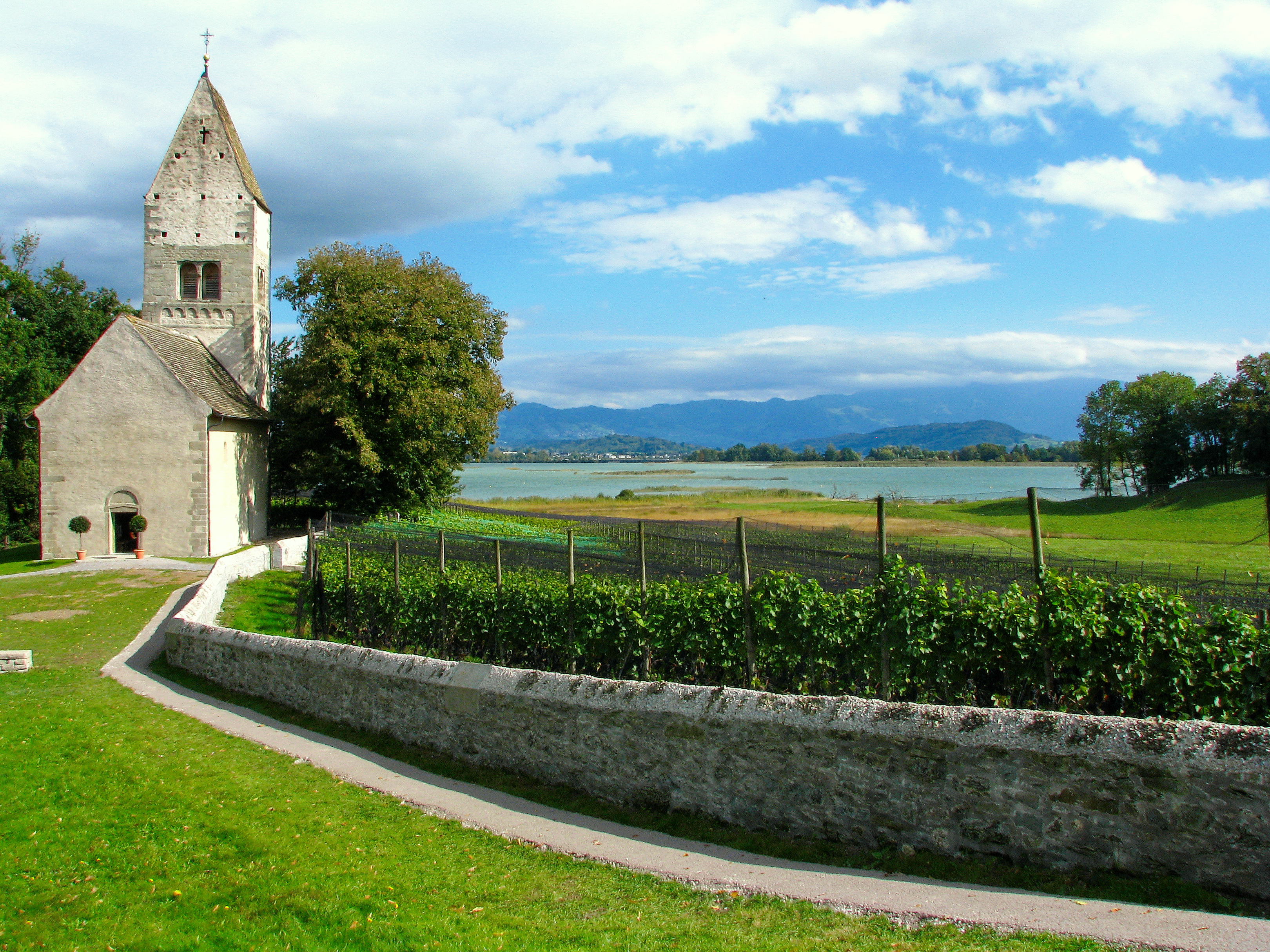
Zürichsee, Insel Ufenau: Kirche St. Peter und Paul, neben der Ulrich von Hutten begraben wurde

Vor der Exekution der inzwischen gegen ihn verhängten Reichsacht floh Hutten  in die Schweiz, wo er von seinem einstigen Lehrer Erasmus in Basel nicht empfangen, aber von Zwingli in Zürich aufgenommen wurde. Zu diesem Zeitpunkt litt er bereits seit einer Reihe von Jahren an der Syphilis. Über sein Leiden und die Behandlungsversuche verfasste er die Schrift De Guaiaci medicina et morbo Gallico, in der er, nach vielen vergeblichen Behandlungsversuchen mit Quecksilber, das Guajakholz als Heilmittel pries, von dem er bereits 1519 in einem Sendbrief an seinen Freund Willibald Pirckheimer vom Lager seiner Guajakkur aus Augsburg geschrieben hatte: „Ich gesunde auf wundersame Weise“. Am 29. August 1523 erlag Ulrich von Hutten auf der Insel Ufenau im Zürichsee seiner Krankheit und wurde dort neben der Kirche St. Peter und Paul beigesetzt.

### Die Hutten-Skelette

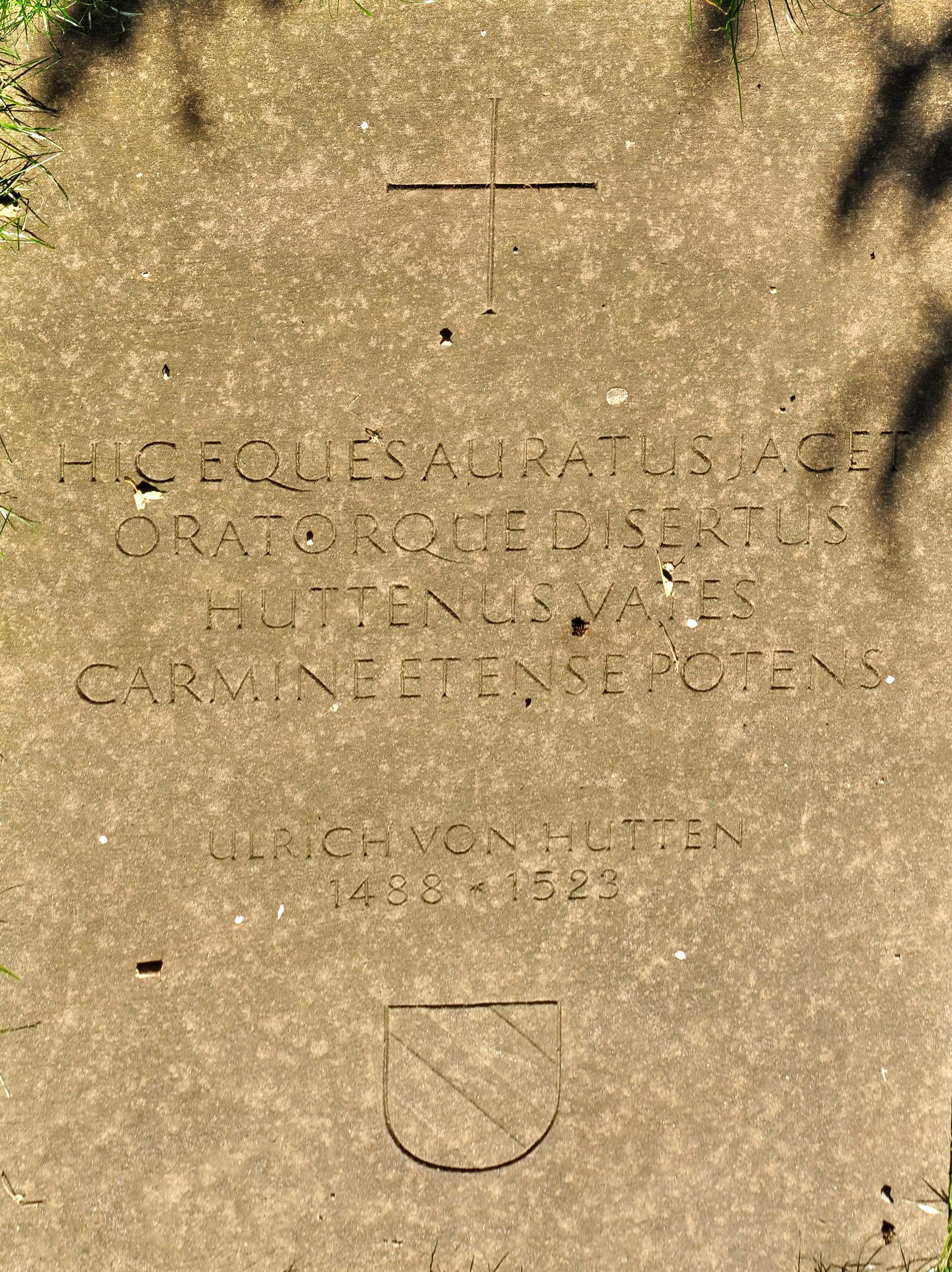
Heutiger Grabstein neben St. Peter und Paul auf Ufenau

1958 wurde bei Restaurierungsarbeiten an der Kirche ein Stein mit der Inschrift HVTTENVS und in dessen Nähe ein Skelett entdeckt, das von dem Zürcher Anthropologen Erik Hug untersucht wurde. Es passte nach Alter und Geschlecht, zeigte aber keine der syphilitischen Knochenveränderungen, die nach Huttens eigenem Patientenbericht zu erwarten waren. Hug suchte daher 1968 nochmals systematisch den gesamten historischen Friedhof ab und stieß auf ein zweites Skelett, das entsprechende Knochenveränderungen aufwies. Hug war überzeugt, diesmal den richtigen Ulrich von Hutten gefunden zu haben. Die Skelettreste wurden 1970 gemeinsam mit dem ersten Skelett unter einer neuen Grabplatte beigesetzt.
Forscher der Universität Zürich exhumierten die Skelette 2016 erneut und untersuchten sie mit modernen interdisziplinären Methoden. Isotopen- und Schwermetall-Untersuchungen ergaben, dass es sich bei dem Skelett von 1958 um einen Mann lokaler Herkunft handelte, der nie an Syphilis litt, also nicht Hutten gewesen sein kann. Das Skelett von 1968 war nicht lokaler Herkunft und wies passende syphilitische Knochenveränderungen auf, war jedoch eindeutig weiblich.

## Nachwirkung
Ulrich von Hutten war seinen Zeitgenossen in erster Linie als lateinischer Dichter bekannt. Den Humanisten galt er als größte Hoffnung auf diesem Gebiet. Umso enttäuschter reagierten sie auf die Hinwendung Huttens zum politischen Geschehen und seine aggressive Agitation gegen die römische Kirche. Dieser Zwiespalt äußert sich am deutlichsten in Huttens letzter (erhaltener) Schrift, der Expostulatio, in der er die Zurückhaltung der Humanisten, insbesondere des Erasmus von Rotterdam, im Kampf gegen die Kurie beklagt.

Die territoriale Situation West- und Osteuropas sowie des Nahen Ostens um 1500

Als Angehöriger einer ritterschaftlichen Familie sah Hutten im (bewaffneten) Kampf gegen Rom die vornehmste Aufgabe für seine Standesgenossen. Seine Appelle richteten sich zwar an alle Stände des Reiches, doch träumte er tatsächlich von einem starken Kaisertum, gestützt auf die Ritter. Aus diesem Grund glaubt man, in ihm den Exponenten einer Bewegung zu erkennen, die schließlich zur Formung der Reichsritterschaft führte.
Größte Nachwirkung aber hatte die Begründung eines Nationalmythos durch Hutten: In seiner Schrift Arminius – die erst nach seinem Tod erschien – feierte er den Sieger der Varusschlacht als „ersten unter den Vaterlandsbefreiern“, der „das römische Joch“ abgeworfen und Germanien von der Fremdherrschaft befreit hätte. Das historische Ereignis erfuhr eine Deutung, die vor allem das national bewegte 19. Jahrhundert begeisterte.

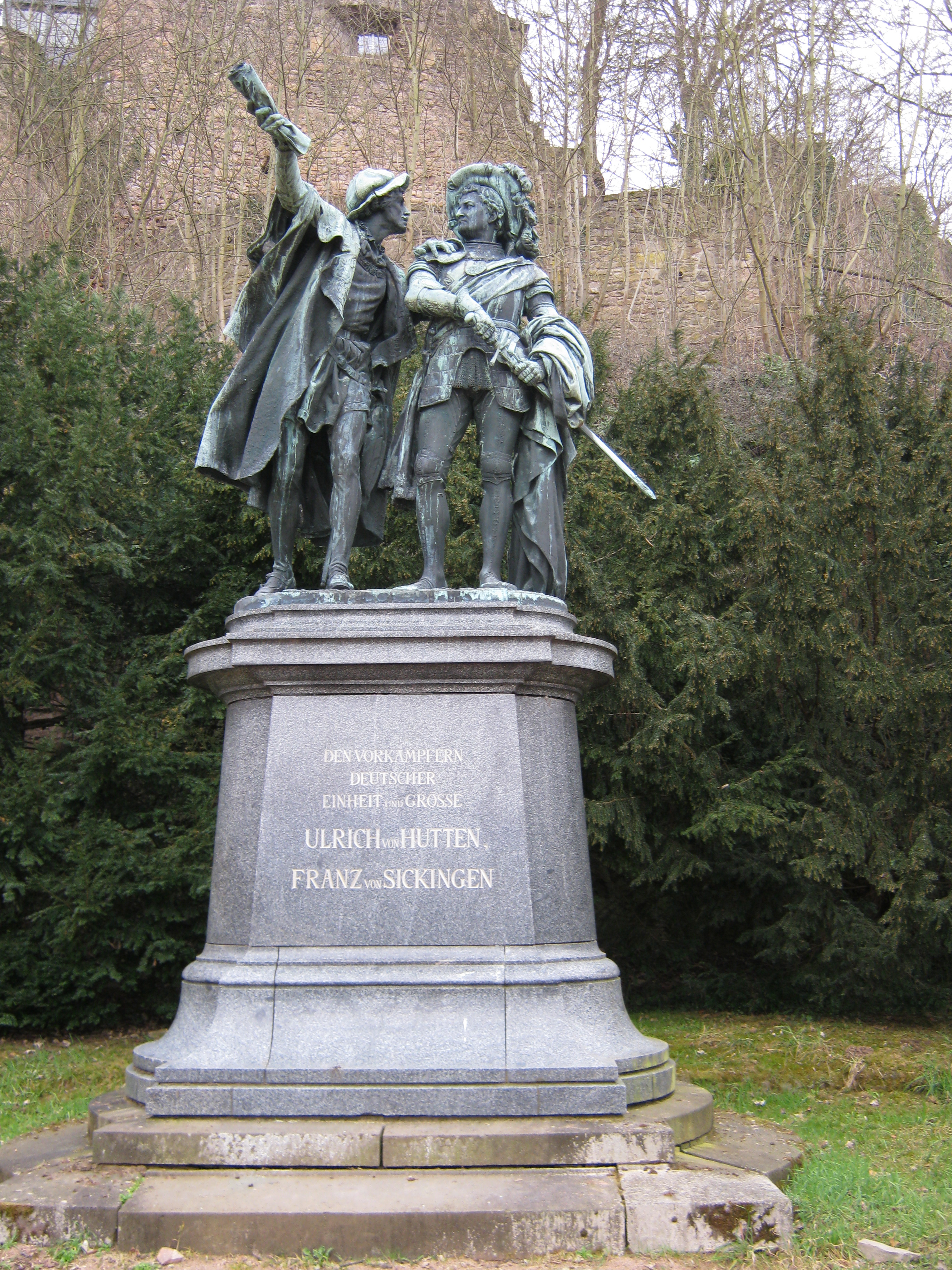
„Hutten-Sickingen-Denkmal (Robert und Ludwig Cauer, 1889) auf der Ebernburg“

Nach dem Sieg über Napoleon schlug sich eine Welle patriotischer Begeisterung im deutschen Bürgertum nieder, die auch Caspar David Friedrich erfasste. So malte er in den Jahren 1823/1824 das Ölgemälde Huttens Grab, das heute in den Kunstsammlungen zu Weimar der Stiftung Weimarer Klassik hängt. 1889 wurde auf der Ebernburg ein Denkmal für Franz von Sickingen und Ulrich von Hutten als den „Vorkämpfern deutscher Einheit“ errichtet. 
1888 rief der Dichter Karl Henckell mittels eines Anschlags am Schwarzen Brett der Universität Zürich zur Gründung eines Ulrich-von-Hutten-Bundes auf, der vor allem bei den deutschen Studierenden, die mit der Sozialdemokratie sympathisierten, regen Zuspruch fand. 1894 widmete der Satiriker Oskar Panizza seine burleske Tragödie Das Liebeskonzil Ulrich von Hutten.
Auch der Nationalsozialismus berief sich auf Ulrich von Hutten. Während des Zweiten Weltkrieges wurde eine Division (Infanterie-Division Ulrich von Hutten) nach ihm benannt. Ebenfalls schlug Adolf Hitler vor, eines der beiden im Bau befindlichen Schlachtschiffe der H-Klasse nach ihm zu benennen. 1982 gründeten Otto Ernst Remer und Lisbeth Grolitsch den rechtsextremen Freundeskreis Ulrich von Hutten, der auch eine Zeitschrift mit dem Namen Huttenbriefe publiziert.

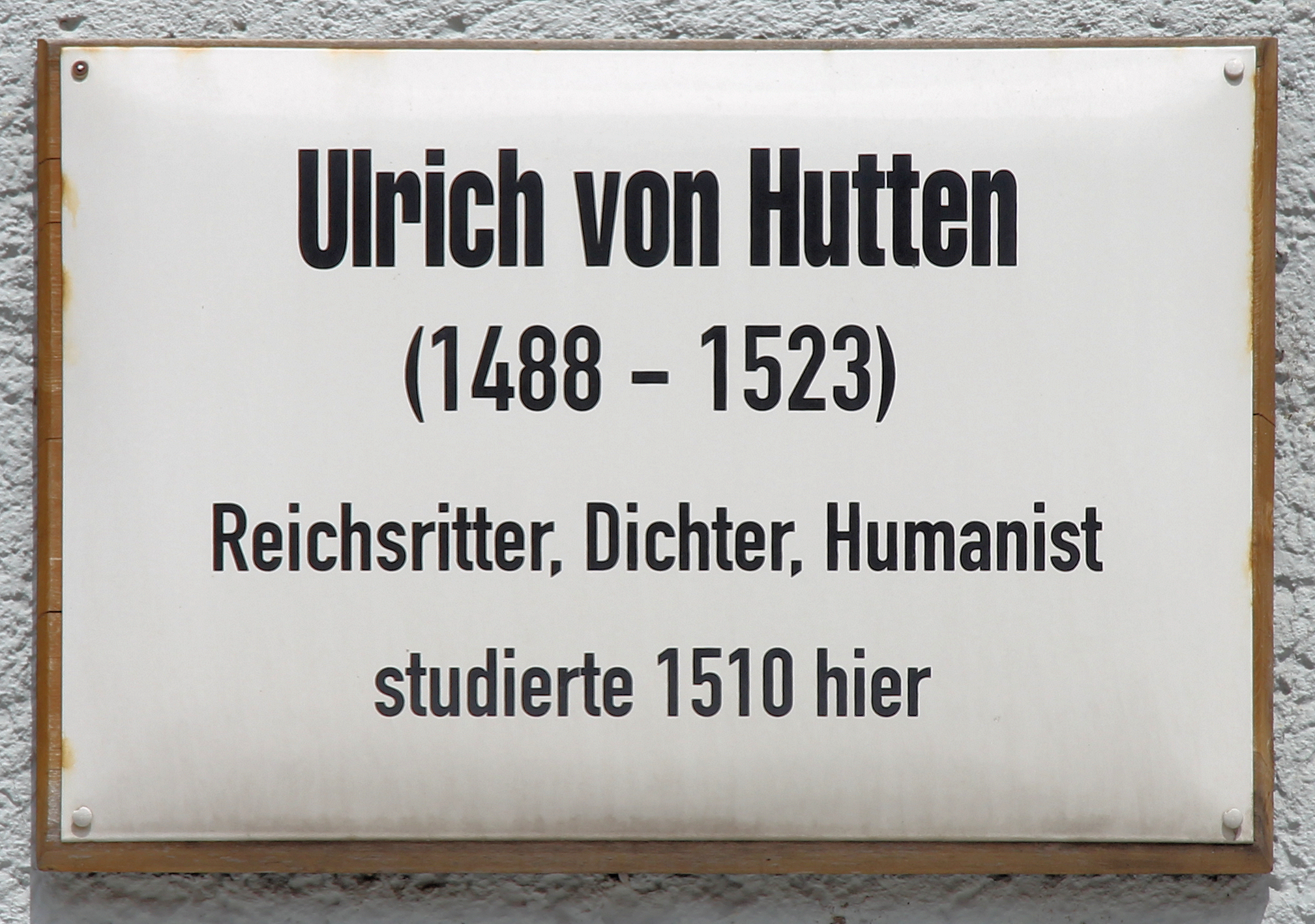
Gedenktafel am Haus Schloßstraße 14–15, in der Lutherstadt Wittenberg

An Ulrich von Huttens Geburtsort, der Burg Steckelberg, angebrachte Gedenktafel

In Berlin erinnert die Huttenstraße im Moabiter „Reformatorenviertel“ an den Humanisten, im Rostocker Stadtteil Reutershagen gibt es eine Ulrich-von-Hutten-Straße, in Wien ist die Huttengasse im 14. und 16. Bezirk nach ihm benannt und in der Walhalla in Donaustauf ist zu seinem Andenken eine Büste ausgestellt.

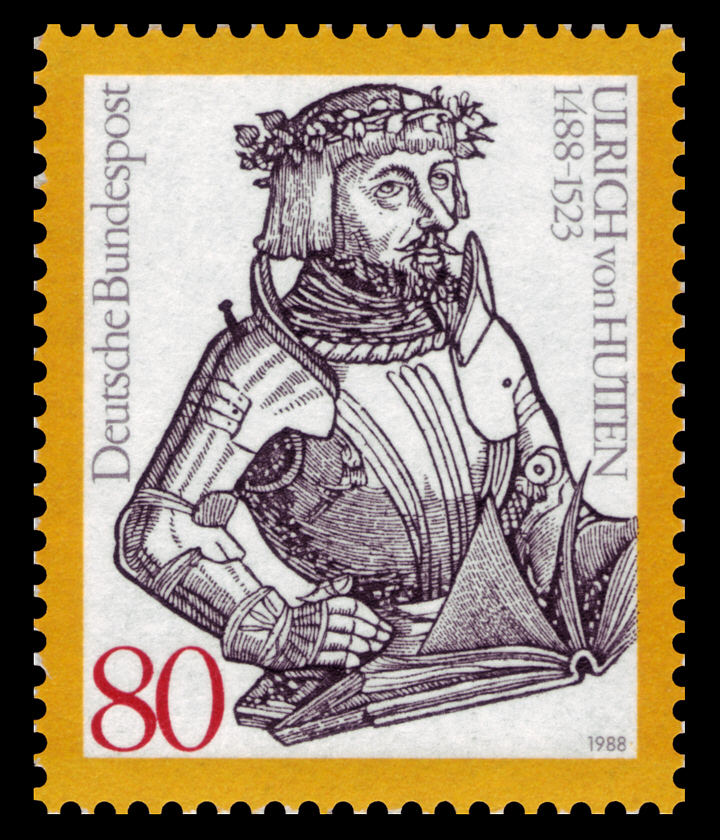
Gedenkmarke der Deutschen Bundespost zum 500. Geburtstag

Den wohl umfangreichsten Bibliotheksbestand in Deutschland der Hutten-Sammlung nennt die Hochschul- und Landesbibliothek Fulda ihr Eigen. Die Hutten-Sammlung befindet sich am Standort Heinrich-von-Bibra-Platz.
Nach Ulrich von Hutten sind das Gymnasium der Stadt Schlüchtern (nahe seinem Geburtsort Burg Steckelberg), eine Gesamtschule in Frankfurt (Oder), eine Grund- und eine kooperative Gesamtschule (KGS) in Halle (Saale), eine Regelschule in Erfurt sowie ein Gymnasium im Süden Berlins benannt.
Das Motto der Stanford University von 1891 „Die Luft der Freiheit weht“ stammt aus Huttens Invektiven.

## Schriften (Auswahl)
- In laudem carmen Marchiae. 1506.
- In Wedegum Loetz et filium eius Henningum querelarum libri duo. 1510.
- Nemo. 1510/1518.
- Epistolae obscurorum virorum. 1514/1516 (Mitwirkung), übersetzt Dunkelmännerbriefe.
- Phalarismus. 1517.
- Aula. 1518.
- Epistola suae vitae rationem exponens. 1518 (vgl. den Artikel Lehnsmann).
- Arminius. 1519/1529 (postum veröffentlicht).
- De Guaiaci medicina et morbo gallico liber unus. Mainz 1519 (Broschüre zum Guajakholz als Heilmittel gegen die Syphilis).
- Conquestationes sowie deren Übersetzung als Klagschriften und Ermahnungen. Ebernburg 1520 (von hier an publizierte von Hutten v. a. in deutscher Sprache).
- Clag und Vormanung gegen den übermäßigen unchristlichen Gewalt des Bapsts zu Rom. 1520.
- Gesprächbüchlin (eigene Übersetzung von: Febris I & II, Vadiscus, Inspicientes). 1521.
- Ain new lied her Ulrichs von Hutten. Schlettstadt 1521 (Bekannt unter seinem Beginn Ich habs gewagt mit Sinnen).
- Vermahnunge an die Freien und Reichstädt deutscher Nation. 1522.
- Expostulatio. 1523.
- Trias Romana Hulderichi Hutteni Equitis Germani Et Poetae Laureati : Dialogus Lectu Dignissimus: in quo Romani Pontificis ipsiusque satellitum scelera & turpitudines, fraudes, imposturae & rapinae mira brevitate & concinna suavitate describuntur / Primum ante annos LXVI. scriptus, & nunc studio & opera M. Johannis Velii Einbecae ad S. Jacobum pastoris denuo in lucem editus. Albert Buys, Düsseldorf 1588. Digitalisierte Ausgabe der Universitäts- und Landesbibliothek Düsseldorf

## Werkausgaben und -übersetzungen
- Eduard Böcking (Hrsg.): Ulrich von Hutten: Schriften. Fünf Bände. Zeller, Aalen 1963 (Neudruck der Ausgabe Leipzig 1859–1861).
- Eduard Böcking (Hrsg.): Ulrichi Hutteni equitis operum supplementum. Epistolae obscurorum virorum cum inlustrantibus adversariisque scriptis. Zwei Bände. Zeller, Osnabrück 1966 (Nachdruck der Ausgabe 1864–1869).
- H. Oppenheimer (Übersetzer): Ulrich von Hutten: Über die Heilkraft des Guaiacum und die Franzosenseuche. Berlin 1902.
- Martin Treu (Übersetzer): Ulrich von Hutten. Die Schule des Tyrannen. Lateinische Schriften. Darmstadt 1996, ISBN 3-534-13315-3 (deutsche Übersetzung der Werke Phalarismus, Das Fieber, Fortuna, Die Bulle, Der Warner I, Der Warner II, Die Räuber, Arminius, Über die wunderbare Heilkraft des Gujak-Holzes).
- Peter Ukena (Hrsg.): Ulrich von Hutten: Deutsche Schriften. Winkler, München 1978, ISBN 3-538-06050-9.

## Belletristik
- Rudolf Gottschall: Ulrich von Hutten. Ein Drama. Theile Verlag, Königsberg 1843.
- Conrad Ferdinand Meyer: Huttens letzte Tage. Stuttgart 1988, ISBN 3-15-006942-4 (auch in: Conrad Ferdinand Meyer: Das Gesamtwerk. Vollständig auf 5 MP3-CDs gelesen von Klauspeter Bungert, Bungert, Trier 2008, ISBN 978-3-00-024887-0)
- Franz Rueb: Der hinkende Schmiedegott Vulkan: Ulrich von Hutten 1488–1523. Zürich 1988, ISBN 3-250-10104-4.
- Gerd Salmen: Ulrich von Hutten: ein dramatisches Gedicht. Thalia-Theater-Verlag, Brandenburg/Havel 1997.
- Ernst Sommer: Das Leben ist die Fülle, nicht die Zeit. Eine Porträtstudie Ulrich von Huttens. Aufbau-Verlag, Berlin 1955.